# EuroLeague Women 2018-2019
L'Eurolega di pallacanestro femminile 2018-2019 è stata la ventottesima edizione della massima competizione europea per club. Il torneo è iniziato l'8 ottobre 2018 e si è concluso il 14 aprile 2019 con le Final Four.
Le detentrici del trofeo, le russe dell'UMMC Ekaterinburg, si sono confermate superando nella finale le connazionali della Dinamo Kursk.

## Regolamento
Le 16 squadre partecipanti alla stagione regolare sono divise in due gironi da 8, con partite di andata e ritorno per un totale di 14 giornate.
Le prime 4 di ogni girone si qualificano ai play-off dei quarti di finale che si disputano al meglio delle 3 partite; le quinte e seste classificate si qualificano ai quarti di finale di EuroCup Women. Le vincenti dei quarti di finale si qualificano per la final four.

## Squadre partecipanti
Le squadre che partecipano alla competizione sono venti da undici paesi, di cui dodici accedono direttamente alla regular season e otto che passano da un turno preliminare, con partite di andata e ritorno. Le squadre perdenti il turno di qualificazione accedono all'EuroCup Women.
| Nazione                 | Numero         | Squadre (posizione in classifica nel proprio campionato 2017–2018) | Squadre (posizione in classifica nel proprio campionato 2017–2018) | Squadre (posizione in classifica nel proprio campionato 2017–2018) | Squadre (posizione in classifica nel proprio campionato 2017–2018) |
| Regular season          | Regular season | Regular season                                                     | Regular season                                                     |                                                                    |                                                                    |
| ----------------------- | -------------- | ------------------------------------------------------------------ | ------------------------------------------------------------------ | ------------------------------------------------------------------ | ------------------------------------------------------------------ |
| Francia                 | 2              | Bourges Basket (campione)                                          | Flammes Carolo Basket (terza)                                      |                                                                    |                                                                    |
| Russia                  | 2              | UMMC Ekaterinburg (campione)                                       | Dinamo Kursk (seconda)                                             |                                                                    |                                                                    |
| Turchia                 | 2              | Fenerbahçe (seconda)                                               | Hatay (terza)                                                      |                                                                    |                                                                    |
| Belgio                  | 1              | Castors Braine (campione)                                          |                                                                    |                                                                    |                                                                    |
| Italia                  | 1              | Beretta Famila Schio (campione)                                    |                                                                    |                                                                    |                                                                    |
| Polonia                 | 1              | CCC Polkowice (campione)                                           |                                                                    |                                                                    |                                                                    |
| Repubblica Ceca         | 1              | USK Praga (campione)                                               |                                                                    |                                                                    |                                                                    |
| Spagna                  | 1              | CB Avenida (campione)                                              |                                                                    |                                                                    |                                                                    |
| Ungheria                | 1              | Sopron Basket (campione)                                           |                                                                    |                                                                    |                                                                    |
| Turno di qualificazione |                |                                                                    |                                                                    |                                                                    |                                                                    |
| Francia                 | 1              | Villeneuve d'Ascq (quinta)                                         |                                                                    |                                                                    |                                                                    |
| Grecia                  | 1              | Olympiakos (campione)                                              |                                                                    |                                                                    |                                                                    |
| Italia                  | 1              | Umana Reyer (terza)                                                |                                                                    |                                                                    |                                                                    |
| Lettonia                | 1              | TTT Rīga (campione)                                                |                                                                    |                                                                    |                                                                    |
| Polonia                 | 1              | Wisła Cracovia (quarta)                                            |                                                                    |                                                                    |                                                                    |
| Russia                  | 1              | Nadezhda Orenburg (terza)                                          |                                                                    |                                                                    |                                                                    |
| Turchia                 | 1              | Çukurova (quarta)                                                  |                                                                    |                                                                    |                                                                    |
| Ungheria                | 1              | KSC Szekszárd (seconda)                                            |                                                                    |                                                                    |                                                                    |

Legenda:
      detentore;       finalista.

## Turno di qualificazione
Le partite di andata si sono giocate tra l'8 e il 10 ottobre, quelle di ritorno tra l'11 e il 17 ottobre 2018.
| Squadra 1     | Totale    | Squadra 2         | Andata  | Ritorno |
| ------------- | --------- | ----------------- | ------- | ------- |
| Çukurova      | 132 - 136 | Nadezhda Orenburg | 58 - 60 | 74 - 76 |
| Olympiakos    | 110 - 109 | Wisła Cracovia    | 63 - 63 | 47 - 46 |
| KSC Szekszárd | 132 - 145 | Villeneuve d'Ascq | 71 - 68 | 61 - 77 |
| TTT Rīga      | 140 - 112 | Umana Reyer       | 67 - 56 | 73 - 56 |

## Regular season
Le partite si disputano dal 24 ottobre 2018 al 20 febbraio 2019.

### Gruppo A
| Pos | Squadra              | G  | V  | P  | PF   | PS   | DP   | Pt | Qualificazione                |  | EKA   | USK    | BOU   | POL   | NAD   | SCH   | ESB    | CAS    |
| --- | -------------------- | -- | -- | -- | ---- | ---- | ---- | -- | ----------------------------- |  | ----- | ------ | ----- | ----- | ----- | ----- | ------ | ------ |
| 1   | UMMC Ekaterinburg    | 14 | 13 | 1  | 1155 | 859  | +296 | 27 | Qualificate ai quarti         |  |       | 87–59  | 70–65 | 69–54 | 77–52 | 77–46 | 100–75 | 103–53 |
| 2   | USK Praga            | 14 | 10 | 4  | 1119 | 1005 | +114 | 24 | Qualificate ai quarti         |  | 82–73 |        | 88–80 | 78–53 | 86–90 | 77–80 | 84–68  | 82–63  |
| 3   | Bourges Basket       | 14 | 9  | 5  | 1042 | 940  | +102 | 23 | Qualificate ai quarti         |  | 70–74 | 81–70  |       | 76–65 | 74–59 | 70–75 | 83–62  | 83–55  |
| 4   | CCC Polkowice        | 14 | 7  | 7  | 930  | 913  | +17  | 21 | Qualificate ai quarti         |  | 64–69 | 74–79  | 56–73 |       | 70–36 | 67–61 | 86–66  | 71–52  |
| 5   | Nadezhda Orenburg    | 14 | 7  | 7  | 899  | 950  | −51  | 21 | Trasferite alla Eurocup Women |  | 51–80 | 78–83  | 72–65 | 55–59 |       | 67–51 | 72–49  | 85–56  |
| 6   | Beretta Famila Schio | 14 | 5  | 9  | 912  | 955  | −43  | 19 | Trasferite alla Eurocup Women |  | 68–82 | 50–69  | 55–66 | 83–69 | 82–50 |       | 75–81  | 76–48  |
| 7   | ESBVA-LM             | 14 | 4  | 10 | 875  | 1047 | −172 | 18 | Eliminata                     |  | 51–99 | 62–101 | 74–78 | 45–48 | 49–61 | 69–50 |        | 73–61  |
| 8   | Castors Braine       | 14 | 1  | 13 | 840  | 1103 | −263 | 15 | Eliminata                     |  | 69–95 | 66–81  | 65–78 | 71–94 | 69–71 | 63–60 | 49–51  |        |

1. 1 2  CCC Polkowice 2–0; Nadezhda Orenburg 0–2

#### Calendario
| andata (1ª) | andata (1ª) | Prima giornata               | ritorno (8ª) | ritorno (8ª) |
|             |             |                              |              |              |
| 24 ott.     | 78-83       | Nadezhda-ZVVZ USK Praha      | 90-86        | 9 gen.       |
| 24 ott.     | 56-73       | CCC Polkowice-Bourges Basket | 65-76        | 9 gen.       |
| 24 ott.     | 63-60       | Castors Braine-Famila Schio  | 48-76        | 10 gen.      |
| 24 ott.     | 51-99       | ESBVA-LM-UMMC Ekaterinburg   | 75-100       | 10 gen.      |

| andata (2ª) | andata (2ª) | Seconda giornata                | ritorno (9ª) | ritorno (9ª) |
|             |             |                                 |              |              |
| 31 ott.     | 74-59       | Bourges Basket-Nadezhda         | 65-72        | 16 gen.      |
| 31 ott.     | 49-51       | Castors Braine-ESBVA-LM         | 61-73        | 16 gen.      |
| 1º nov.     | 69-54       | UMMC Ekaterinburg-CCC Polkowice | 69-64        | 16 gen.      |
| 1º nov.     | 50-69       | Famila Schio-ZVVZ USK Praha     | 80-77        | 16 gen.      |

| andata (1ª) | andata (1ª) | Prima giornata               | ritorno (8ª) | ritorno (8ª) |
|             |             |                              |              |              |
| 24 ott.     | 78-83       | Nadezhda-ZVVZ USK Praha      | 90-86        | 9 gen.       |
| 24 ott.     | 56-73       | CCC Polkowice-Bourges Basket | 65-76        | 9 gen.       |
| 24 ott.     | 63-60       | Castors Braine-Famila Schio  | 48-76        | 10 gen.      |
| 24 ott.     | 51-99       | ESBVA-LM-UMMC Ekaterinburg   | 75-100       | 10 gen.      |

| andata (2ª) | andata (2ª) | Seconda giornata                | ritorno (9ª) | ritorno (9ª) |
|             |             |                                 |              |              |
| 31 ott.     | 74-59       | Bourges Basket-Nadezhda         | 65-72        | 16 gen.      |
| 31 ott.     | 49-51       | Castors Braine-ESBVA-LM         | 61-73        | 16 gen.      |
| 1º nov.     | 69-54       | UMMC Ekaterinburg-CCC Polkowice | 69-64        | 16 gen.      |
| 1º nov.     | 50-69       | Famila Schio-ZVVZ USK Praha     | 80-77        | 16 gen.      |

| andata (3ª) | andata (3ª) | Terza giornata                | ritorno (10ª) | ritorno (10ª) |
|             |             |                               |               |               |
| 7 nov.      | 51-80       | Nadezhda-UMMC Ekaterinburg    | 52-77         | 23 gen.       |
| 7 nov.      | 71-52       | CCC Polkowice-Castors Braine  | 94-71         | 23 gen.       |
| 7 nov.      | 88-80       | ZVVZ USK Praha-Bourges Basket | 70-81         | 23 gen.       |
| 7 nov.      | 69-50       | ESBVA-LM-Famila Schio         | 81-75         | 24 gen.       |

| andata (4ª) | andata (4ª) | Quarta giornata                  | ritorno (11ª) | ritorno (11ª) |
|             |             |                                  |               |               |
| 28 nov.     | 87-59       | UMMC Ekaterinburg-ZVVZ USK Praha | 73-82         | 30 gen.       |
| 28 nov.     | 69-71       | Castors Braine-Nadezhda          | 56-85         | 30 gen.       |
| 28 nov.     | 45-48       | ESBVA-LM-CCC Polkowice           | 66-86         | 30 gen.       |
| 29 nov.     | 55-66       | Famila Schio-Bourges Basket      | 75-70         | 30 gen.       |

| andata (3ª) | andata (3ª) | Terza giornata                | ritorno (10ª) | ritorno (10ª) |
|             |             |                               |               |               |
| 7 nov.      | 51-80       | Nadezhda-UMMC Ekaterinburg    | 52-77         | 23 gen.       |
| 7 nov.      | 71-52       | CCC Polkowice-Castors Braine  | 94-71         | 23 gen.       |
| 7 nov.      | 88-80       | ZVVZ USK Praha-Bourges Basket | 70-81         | 23 gen.       |
| 7 nov.      | 69-50       | ESBVA-LM-Famila Schio         | 81-75         | 24 gen.       |

| andata (4ª) | andata (4ª) | Quarta giornata                  | ritorno (11ª) | ritorno (11ª) |
|             |             |                                  |               |               |
| 28 nov.     | 87-59       | UMMC Ekaterinburg-ZVVZ USK Praha | 73-82         | 30 gen.       |
| 28 nov.     | 69-71       | Castors Braine-Nadezhda          | 56-85         | 30 gen.       |
| 28 nov.     | 45-48       | ESBVA-LM-CCC Polkowice           | 66-86         | 30 gen.       |
| 29 nov.     | 55-66       | Famila Schio-Bourges Basket      | 75-70         | 30 gen.       |

| andata (5ª) | andata (5ª) | Quinta giornata                  | ritorno (12ª) | ritorno (12ª) |
|             |             |                                  |               |               |
| 5 dic.      | 72-49       | Nadezhda-ESBVA-LM                | 61-49         | 6 feb.        |
| 5 dic.      | 82-63       | ZVVZ USK Praha-Castors Braine    | 81-66         | 6 feb.        |
| 5 dic.      | 67-61       | CCC Polkowice-Famila Schio       | 69-83         | 6 feb.        |
| 5 dic.      | 70-74       | Bourges Basket-UMMC Ekaterinburg | 65-70         | 6 feb.        |

| andata (6ª) | andata (6ª) | Sesta giornata                 | ritorno (13ª) | ritorno (13ª) |
|             |             |                                |               |               |
| 12 dic.     | 70-36       | CCC Polkowice-Nadezhda         | 59-55         | 13 feb.       |
| 12 dic.     | 62-101      | ESBVA-LM-ZVVZ USK Praha        | 68-84         | 13 feb.       |
| 12 dic.     | 65-78       | Castors Braine-Bourges Basket  | 55-83         | 13 feb.       |
| 13 dic.     | 68-82       | Famila Schio-UMMC Ekaterinburg | 46-77         | 13 feb.       |

| andata (5ª) | andata (5ª) | Quinta giornata                  | ritorno (12ª) | ritorno (12ª) |
|             |             |                                  |               |               |
| 5 dic.      | 72-49       | Nadezhda-ESBVA-LM                | 61-49         | 6 feb.        |
| 5 dic.      | 82-63       | ZVVZ USK Praha-Castors Braine    | 81-66         | 6 feb.        |
| 5 dic.      | 67-61       | CCC Polkowice-Famila Schio       | 69-83         | 6 feb.        |
| 5 dic.      | 70-74       | Bourges Basket-UMMC Ekaterinburg | 65-70         | 6 feb.        |

| andata (6ª) | andata (6ª) | Sesta giornata                 | ritorno (13ª) | ritorno (13ª) |
|             |             |                                |               |               |
| 12 dic.     | 70-36       | CCC Polkowice-Nadezhda         | 59-55         | 13 feb.       |
| 12 dic.     | 62-101      | ESBVA-LM-ZVVZ USK Praha        | 68-84         | 13 feb.       |
| 12 dic.     | 65-78       | Castors Braine-Bourges Basket  | 55-83         | 13 feb.       |
| 13 dic.     | 68-82       | Famila Schio-UMMC Ekaterinburg | 46-77         | 13 feb.       |

| \| andata (7ª) \| andata (7ª) \| Settima giornata \| ritorno (14ª) \| ritorno (14ª) \| \| \| \| \| \| \| \| 19 dic. \| 67-51 \| Nadezhda-Famila Schio \| 50-82 \| 20 feb. \| \| 19 dic. \| 103-53 \| UMMC Ekaterinburg-Castors Braine \| 95-69 \| 20 feb. \| \| 19 dic. \| 78-53 \| ZVVZ USK Praha-CCC Polkowice \| 79-74 \| 20 feb. \| \| 19 dic. \| 83-62 \| Bourges Basket-ESBVA-LM \| 78-74 \| 20 feb. \| |             |                                  |               |               |
| andata (7ª) | andata (7ª) | Settima giornata                 | ritorno (14ª) | ritorno (14ª) |
| |             |                                  |               |               |
| 19 dic. | 67-51       | Nadezhda-Famila Schio            | 50-82         | 20 feb.       |
| 19 dic. | 103-53      | UMMC Ekaterinburg-Castors Braine | 95-69         | 20 feb.       |
| 19 dic. | 78-53       | ZVVZ USK Praha-CCC Polkowice     | 79-74         | 20 feb.       |
| 19 dic. | 83-62       | Bourges Basket-ESBVA-LM          | 78-74         | 20 feb.       |

| andata (7ª) | andata (7ª) | Settima giornata                 | ritorno (14ª) | ritorno (14ª) |
|             |             |                                  |               |               |
| 19 dic.     | 67-51       | Nadezhda-Famila Schio            | 50-82         | 20 feb.       |
| 19 dic.     | 103-53      | UMMC Ekaterinburg-Castors Braine | 95-69         | 20 feb.       |
| 19 dic.     | 78-53       | ZVVZ USK Praha-CCC Polkowice     | 79-74         | 20 feb.       |
| 19 dic.     | 83-62       | Bourges Basket-ESBVA-LM          | 78-74         | 20 feb.       |

### Gruppo B
| Pos | Squadra               | G  | V  | P  | PF   | PS   | DP   | Pt | Qualificazione                |  | KUR   | SOP   | FEN   | TTT    | AVE   | FCB   | HAT   | OLY   |
| --- | --------------------- | -- | -- | -- | ---- | ---- | ---- | -- | ----------------------------- |  | ----- | ----- | ----- | ------ | ----- | ----- | ----- | ----- |
| 1   | Dinamo Kursk          | 14 | 13 | 1  | 1046 | 913  | +133 | 27 | Qualificate ai quarti         |  |       | 83–93 | 64–63 | 73–70  | 69–51 | 83–62 | 85–71 | 75–58 |
| 2   | Sopron Basket         | 14 | 8  | 6  | 1010 | 937  | +73  | 22 | Qualificate ai quarti         |  | 58–65 |       | 80–84 | 68–55  | 66–68 | 80–52 | 64–52 | 85–69 |
| 3   | Fenerbahçe            | 14 | 8  | 6  | 1038 | 981  | +57  | 22 | Qualificate ai quarti         |  | 71–75 | 69–67 |       | 61–62  | 64–62 | 84–75 | 87–74 | 76–68 |
| 4   | TTT Rīga              | 14 | 8  | 6  | 1005 | 911  | +94  | 22 | Qualificate ai quarti         |  | 69–70 | 71–79 | 68–64 |        | 56–68 | 93–62 | 87–36 | 70–44 |
| 5   | Perfumerías Avenida   | 14 | 7  | 7  | 963  | 969  | −6   | 21 | Trasferite alla Eurocup Women |  | 56–58 | 70–78 | 88–82 | 61–82  |       | 78–75 | 65–73 | 72–48 |
| 6   | Flammes Carolo Basket | 14 | 5  | 9  | 1007 | 1120 | −113 | 19 | Trasferite alla Eurocup Women |  | 62–86 | 80–74 | 94–92 | 100–75 | 62–75 |       | 90–79 | 73–68 |
| 7   | Hatay                 | 14 | 5  | 9  | 940  | 1063 | −123 | 19 | Eliminata                     |  | 62–87 | 56–66 | 50–78 | 74–77  | 88–80 | 74–66 |       | 71–55 |
| 8   | Olympiakos            | 14 | 2  | 12 | 868  | 983  | −115 | 16 | Eliminata                     |  | 67–73 | 63–52 | 54–63 | 51–70  | 68–69 | 79–54 | 76–80 |       |

1. 1 2 3  Classifica avulsa: Sopron Basket 2–2, DP +15; Fenerbahçe 2–2, DP +1; TTT Riga 2–2, DP –16
2. 1 2  Classifica avulsa: Flammes Carolo Basket 1–1, DP +3; Hatay BB 1–1, DP –3

#### Calendario
| andata (1ª) | andata (1ª) | Prima giornata               | ritorno (8ª) | ritorno (8ª) |
|             |             |                              |              |              |
| 24 ott.     | 54-63       | Olympiacos-Fenerbahce        | 68-76        | 9 gen.       |
| 24 ott.     | 80-74       | Carolo Basket-Sopron Basket  | 52-80        | 9 gen.       |
| 24 ott.     | 69-70       | TTT Riga-Dynamo Kursk        | 70-73        | 9 gen.       |
| 25 ott.     | 88-80       | Hatay BB-Perfumerias Avenida | 73-65        | 10 gen.      |

| andata (2ª) | andata (2ª) | Seconda giornata               | ritorno (9ª) | ritorno (9ª) |
|             |             |                                |              |              |
| 31 ott.     | 83-62       | Dynamo Kursk-Carolo Basket     | 86-62        | 16 gen.      |
| 31 ott.     | 88-82       | Perfumerias Avenida-Fenerbahce | 62-64        | 16 gen.      |
| 1º nov.     | 74-77       | Hatay BB-TTT Riga              | 36-87        | 16 gen.      |
| 1º nov.     | 85-69       | Sopron Basket-Olympiacos       | 52-63        | 17 gen.      |

| andata (1ª) | andata (1ª) | Prima giornata               | ritorno (8ª) | ritorno (8ª) |
|             |             |                              |              |              |
| 24 ott.     | 54-63       | Olympiacos-Fenerbahce        | 68-76        | 9 gen.       |
| 24 ott.     | 80-74       | Carolo Basket-Sopron Basket  | 52-80        | 9 gen.       |
| 24 ott.     | 69-70       | TTT Riga-Dynamo Kursk        | 70-73        | 9 gen.       |
| 25 ott.     | 88-80       | Hatay BB-Perfumerias Avenida | 73-65        | 10 gen.      |

| andata (2ª) | andata (2ª) | Seconda giornata               | ritorno (9ª) | ritorno (9ª) |
|             |             |                                |              |              |
| 31 ott.     | 83-62       | Dynamo Kursk-Carolo Basket     | 86-62        | 16 gen.      |
| 31 ott.     | 88-82       | Perfumerias Avenida-Fenerbahce | 62-64        | 16 gen.      |
| 1º nov.     | 74-77       | Hatay BB-TTT Riga              | 36-87        | 16 gen.      |
| 1º nov.     | 85-69       | Sopron Basket-Olympiacos       | 52-63        | 17 gen.      |

| andata (3ª) | andata (3ª) | Terza giornata               | ritorno (10ª) | ritorno (10ª) |
|             |             |                              |               |               |
| 7 nov.      | 67-73       | Olympiacos-Dynamo Kursk      | 58-75         | 23 gen.       |
| 7 nov.      | 69-67       | Fenerbahce-Sopron Basket     | 84-80         | 23 gen.       |
| 7 nov.      | 90-79       | Carolo Basket-Hatay BB       | 66-74         | 24 gen.       |
| 7 nov.      | 56-68       | TTT Riga-Perfumerias Avenida | 82-61         | 24 gen.       |

| andata (4ª) | andata (4ª) | Quarta giornata                   | ritorno (11ª) | ritorno (11ª) |
|             |             |                                   |               |               |
| 28 nov.     | 64-63       | Dynamo Kursk-Fenerbahce           | 75-71         | 29 gen.       |
| 28 nov.     | 93-62       | TTT Riga-Carolo Basket            | 75-100        | 30 gen.       |
| 28 nov.     | 70-78       | Perfumerias Avenida-Sopron Basket | 68-66         | 30 gen.       |
| 29 nov.     | 71-55       | Hatay BB-Olympiacos               | 80-76         | 31 gen.       |

| andata (3ª) | andata (3ª) | Terza giornata               | ritorno (10ª) | ritorno (10ª) |
|             |             |                              |               |               |
| 7 nov.      | 67-73       | Olympiacos-Dynamo Kursk      | 58-75         | 23 gen.       |
| 7 nov.      | 69-67       | Fenerbahce-Sopron Basket     | 84-80         | 23 gen.       |
| 7 nov.      | 90-79       | Carolo Basket-Hatay BB       | 66-74         | 24 gen.       |
| 7 nov.      | 56-68       | TTT Riga-Perfumerias Avenida | 82-61         | 24 gen.       |

| andata (4ª) | andata (4ª) | Quarta giornata                   | ritorno (11ª) | ritorno (11ª) |
|             |             |                                   |               |               |
| 28 nov.     | 64-63       | Dynamo Kursk-Fenerbahce           | 75-71         | 29 gen.       |
| 28 nov.     | 93-62       | TTT Riga-Carolo Basket            | 75-100        | 30 gen.       |
| 28 nov.     | 70-78       | Perfumerias Avenida-Sopron Basket | 68-66         | 30 gen.       |
| 29 nov.     | 71-55       | Hatay BB-Olympiacos               | 80-76         | 31 gen.       |

| andata (5ª) | andata (5ª) | Quinta giornata                   | ritorno (12ª) | ritorno (12ª) |
|             |             |                                   |               |               |
| 5 dic.      | 51-70       | Olympiacos-TTT Riga               | 44-70         | 6 feb.        |
| 5 dic.      | 87-74       | Fenerbahce-Hatay BB               | 78-50         | 6 feb.        |
| 5 dic.      | 62-75       | Carolo Basket-Perfumerias Avenida | 75-78         | 6 feb.        |
| 6 dic.      | 58-65       | Sopron Basket-Dynamo Kursk        | 93-83         | 7 feb.        |

| andata (6ª) | andata (6ª) | Sesta giornata                   | ritorno (13ª) | ritorno (13ª) |
|             |             |                                  |               |               |
| 12 dic.     | 73-68       | Carolo Basket-Olympiacos         | 54-79         | 13 feb.       |
| 12 dic.     | 56-58       | Perfumerias Avenida-Dynamo Kursk | 51-69         | 13 feb.       |
| 13 dic.     | 56-66       | Hatay BB-Sopron Basket           | 52-64         | 13 feb.       |
| 13 dic.     | 68-64       | TTT Riga-Fenerbahce              | 62-61         | 14 feb.       |

| andata (5ª) | andata (5ª) | Quinta giornata                   | ritorno (12ª) | ritorno (12ª) |
|             |             |                                   |               |               |
| 5 dic.      | 51-70       | Olympiacos-TTT Riga               | 44-70         | 6 feb.        |
| 5 dic.      | 87-74       | Fenerbahce-Hatay BB               | 78-50         | 6 feb.        |
| 5 dic.      | 62-75       | Carolo Basket-Perfumerias Avenida | 75-78         | 6 feb.        |
| 6 dic.      | 58-65       | Sopron Basket-Dynamo Kursk        | 93-83         | 7 feb.        |

| andata (6ª) | andata (6ª) | Sesta giornata                   | ritorno (13ª) | ritorno (13ª) |
|             |             |                                  |               |               |
| 12 dic.     | 73-68       | Carolo Basket-Olympiacos         | 54-79         | 13 feb.       |
| 12 dic.     | 56-58       | Perfumerias Avenida-Dynamo Kursk | 51-69         | 13 feb.       |
| 13 dic.     | 56-66       | Hatay BB-Sopron Basket           | 52-64         | 13 feb.       |
| 13 dic.     | 68-64       | TTT Riga-Fenerbahce              | 62-61         | 14 feb.       |

| \| andata (7ª) \| andata (7ª) \| Settima giornata \| ritorno (14ª) \| ritorno (14ª) \| \| \| \| \| \| \| \| 18 dic. \| 68-69 \| Olympiacos-Perfumerias Avenida \| 48-72 \| 20 feb. \| \| 19 dic. \| 85-71 \| Dynamo Kursk-Hatay BB \| 87-62 \| 20 feb. \| \| 19 dic. \| 84-75 \| Fenerbahce-Carolo Basket \| 92-94 \| 20 feb. \| \| 20 dic. \| 68-55 \| Sopron Basket-TTT Riga \| 79-71 \| 20 feb. \| |             |                                |               |               |
| andata (7ª) | andata (7ª) | Settima giornata               | ritorno (14ª) | ritorno (14ª) |
| |             |                                |               |               |
| 18 dic. | 68-69       | Olympiacos-Perfumerias Avenida | 48-72         | 20 feb.       |
| 19 dic. | 85-71       | Dynamo Kursk-Hatay BB          | 87-62         | 20 feb.       |
| 19 dic. | 84-75       | Fenerbahce-Carolo Basket       | 92-94         | 20 feb.       |
| 20 dic. | 68-55       | Sopron Basket-TTT Riga         | 79-71         | 20 feb.       |

| andata (7ª) | andata (7ª) | Settima giornata               | ritorno (14ª) | ritorno (14ª) |
|             |             |                                |               |               |
| 18 dic.     | 68-69       | Olympiacos-Perfumerias Avenida | 48-72         | 20 feb.       |
| 19 dic.     | 85-71       | Dynamo Kursk-Hatay BB          | 87-62         | 20 feb.       |
| 19 dic.     | 84-75       | Fenerbahce-Carolo Basket       | 92-94         | 20 feb.       |
| 20 dic.     | 68-55       | Sopron Basket-TTT Riga         | 79-71         | 20 feb.       |

## Fase a eliminazione diretta

### Quarti di finale
Le partite si sono disputate il 5 e l'8 marzo 2019.
}
| Squadra 1         | Totale | Squadra 2      | Gara 1 | Gara 2 | Gara 3 |
| ----------------- | ------ | -------------- | ------ | ------ | ------ |
| UMMC Ekaterinburg | 2–0    | TTT Rīga       | 78-45  | 77-55  | -      |
| Sopron Basket     | 2–0    | Bourges Basket | 66-65  | 74-64  | -      |
| USK Praga         | 2–0    | Fenerbahçe     | 76-54  | 77-65  | -      |
| Dinamo Kursk      | 2–0    | CCC Polkowice  | 89-53  | 81-77  | -      |

### Final four
Le gare si sono disputate il 12 e il 14 aprile 2019.
|  | Semifinali        | Semifinali |                 |                   | Finale        | Finale |
|  |                   |            |                 |                   |               |        |
|  | UMMC Ekaterinburg | 81         |                 |                   |               |        |
|  | UMMC Ekaterinburg | 81         |                 |                   |               |        |
|  | Sopron Basket     | 59         |                 |                   |               |        |
|  | Sopron Basket     | 59         |                 | UMMC Ekaterinburg | 91            |        |
|  |                   |            |                 | UMMC Ekaterinburg | 91            |        |
|  |                   |            |                 |                   | Dinamo Kursk  | 67     |
|  | USK Praga         | 67         |                 |                   | Dinamo Kursk  | 67     |
|  | USK Praga         | 67         |                 |                   |               |        |
|  | Dinamo Kursk      | 84         |                 |                   |               |        |
|  | Dinamo Kursk      | 84         | Finale 3° posto |                   |               |        |
|  |                   |            |                 |                   |               |        |
|  |                   |            |                 |                   | Sopron Basket | 53     |
|  |                   |            |                 |                   | Sopron Basket | 53     |
|  |                   |            |                 |                   | USK Praga     | 64     |

#### Semifinali
| Arbitri: | Jasmina Juras Boris Krejič Vasiliki Tsaroucha |

|                           |          |                          |
| Ayayi 18                  | Punti    | 32 Stewart               |
| Ayayi, Elhotová 3         | Assist   | 3 Cruz, Howard, Petrović |
| Ayayi, Harrison, Thomas 9 | Rimbalzi | 10 Howard                |

| Arbitri: | Gentian Cici Özlem Yalman Dariusz Zapolski |

|                       |          |           |
| Griner 19             | Punti    | 15 Turner |
| Vandersloot 5         | Assist   | 3 Casas   |
| Griner, Vandersloot 8 | Rimbalzi | 8 Zahui   |

#### Finale 3º/4º posto
| Arbitri: | Jasmina Juras Gentian Cici Andrada Csender |

|                       |          |           |
| Crvendakić, Turner 12 | Punti    | 14 Ayayi  |
| Turner 5              | Assist   | 5 Ayayi   |
| Crvendakić 8          | Rimbalzi | 15 Thomas |

#### Finale
| Arbitri: | Özlem Yalman Boris Krejič Vasiliki Tsaroucha |

|                |          |           |
| Vandersloot 18 | Punti    | 20 Howard |
| Vandersloot 7  | Assist   | 5 Prince  |
| Griner 10      | Rimbalzi | 5 Howard  |

## Verdetti
- Vincitrice:  UMMC Ekaterinburg (5º titolo)
Formazione:[6][7] Kayla McBride, Elizaveta Komarova, Evgenija Beljakova, Alba Torrens, Nika Barič, Elena Beglova, Natal'ja Vieru, Tat'jana Petrušina, Courtney Vandersloot, Emma Meesseman, Brittney Griner, Raisa Musina, Marija Vadeeva. Allenatore: Miguel Méndez.